# 36. Sinfonie (Haydn)
Die Sinfonie Es-Dur Hoboken-Verzeichnis I:36 komponierte Joseph Haydn Anfang der 1760er Jahre. Eine Besonderheit ist der zweite Satz mit dem Auftreten von Solo-Violine und Solo-Cello.

## Allgemeines
Die Sinfonie Nr. 36 komponierte Joseph Haydn vermutlich in den ersten Jahren seiner Anstellung am Hofe von Esterházy, wahrscheinlich kurz nach dem „Tageszeitenzyklus“ (Sinfonien Nr. 6, Nr. 7 und Nr. 8), d. h. zwischen 1761 und 1762. Eine Besonderheit ist der zweite Satz mit dem Auftreten von Solo-Violine und Solo-Cello. Er erinnert im Charakter an ein Concerto grosso. Die Solo-Passagen (wie auch in manchen anderen Sinfonien mit Soloinstrumenten, so z. B. neben den „Tageszeitensinfonien“ auch die Nr. 13) sind wahrscheinlich für die (als besonders „exzellent“ geltenden) Musiker Luigi Tomasini (Violine) und Joseph Franz Weigl (Cello) im Esterházyschen Orchester konzipiert.

## Zur Musik
Besetzung: zwei Oboen, zwei Hörner in Es, zwei Violinen, Viola, Cello, Kontrabass. Im zweiten Satz zusätzlich eine Solo-Violine und ein Solo-Cello. Zur Verstärkung der Bass-Stimme wurde damals auch ohne gesonderte Notierung ein Fagott eingesetzt. Über die Beteiligung eines Cembalo-Continuos in Haydns Sinfonien bestehen unterschiedliche Auffassungen.
Aufführungsdauer: ca. 18–20 Minuten.
Bei den hier benutzten Begriffen der Sonatensatzform ist zu berücksichtigen, dass dieses Modell erst Anfang des 19. Jahrhunderts entworfen wurde (siehe dort). – Die hier vorgenommene Beschreibung und Gliederung der Sätze ist als Vorschlag zu verstehen. Je nach Standpunkt sind auch andere Abgrenzungen und Deutungen möglich.

### Erster Satz: Vivace
Es-Dur, 3/4-Takt, 165 Takte

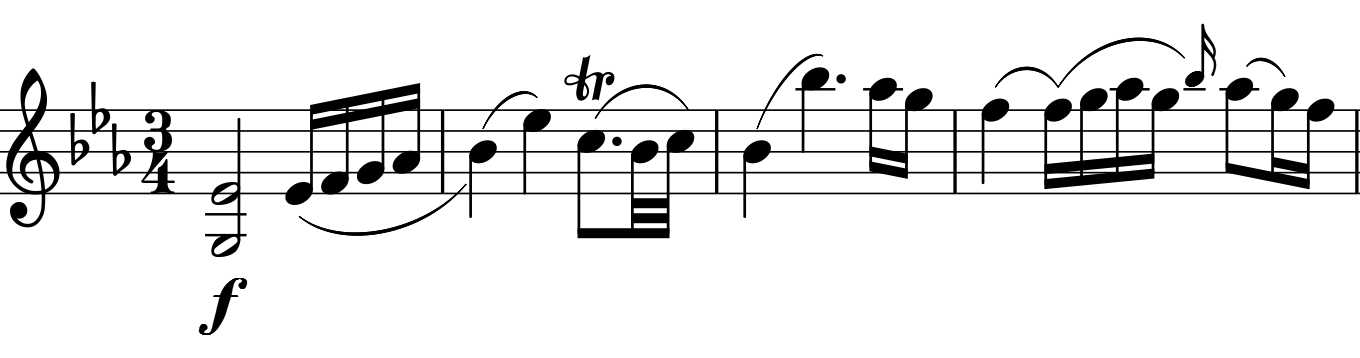
Beginn des Vivace, 1. Violine

Die Sinfonie eröffnet mit einem kraftvoll-aufstrebenden, auf dem Es-Dur – Dreiklang basierenden Thema im Forte mit Wechsel von ausgehaltenem Anfangs-Akkord, Vierteln, Staccato-Achteln im Unisono und Sechzehnteln inklusive Triller. Die Staccato-Wendung vom zweiten Teil des Themas tritt dabei auch im weiteren Satzverlauf wieder auf (Staccato-Motiv). Ab Takt 9 wird der Themenkopf als Variante im Piano wiederholt und fortgesponnen. Die von Hornfanfaren eingeleitete Überleitungspassage (Takt 17–35) steht durchweg im Forte und greift teilweise ebenfalls auf Motive vom Hauptthema zurück (z. B. Themenkopf in Variante und Staccato-Motiv).
Das zweite Thema (Takt 36 ff.) mit mehr motivartigem Charakter kontrastiert zum bisherigen Geschehen durch den Vortrag im Piano, seine Trübung nach b-Moll (Moll-Dominante zu Es-Dur) und den versetzten Einsatz der Streicher (im Vergleich zum mehr „galanten“ Ablauf bisher). Die Schlussgruppe (Takt 43 ff.) steht demgegenüber wieder im Forte (B-Dur) und setzt mit dem Staccato-Motiv ein, gefolgt von einer weiteren Variante des Themenkopfes und einer Reihe von fallenden, „fließenden“ Sechzehntelläufen.
Die Durchführung (Takt 61–121) ist für eine Sinfonie dieser Zeit relativ ausführlich gestaltet: Sie beginnt mit dem ersten Thema in der Dominante B-Dur, das in Takt 67 abrupt in die Tonika Es-Dur gerückt wird. Dadurch entsteht kurzzeitig der Eindruck, als würde bereits die Reprise beginnen; mit dem Einsatz einer längeren Moll-Tremolopassage (Takt 70–76) mit scharfem Wechsel (Akzente) von forte und piano wird dann aber klar, dass man sich noch in der Durchführung befindet. Die Tremolopassage geht über in einen Abschnitt, bei dem ein Motiv aus der Überleitungsgruppe dialogisch vorgetragen wird (Takt 77 ff.), wobei Haydn nach G-Dur wechselt und dann mit zwei Akkordschlägen auf G eine Zäsur setzt. Das G-Dur wirkt hier als Dominante zum folgenden Abschnitt in der Tonikaparallelen c-Moll, in der Haydn bis Takt 108 mehrere kleine Motive hintereinander auftreten lässt, darunter auch den Kopf vom ersten Thema und wiederum das Staccato-Motiv. Ab Takt 109 erklingt das zweite Thema (immer noch in c-Moll), diesmal auch unter Beteiligung der Oboen.
Die Reprise setzt dann in Takt 121 mit dem ersten Thema in Es-Dur ein. Der weitere Verlauf entspricht größtenteils der Exposition, ist allerdings etwas verkürzt (es fehlen z. B. die Hornfanfaren). Exposition sowie Durchführung und Reprise werden wiederholt. Insgesamt hat der Satz einen recht lebhaften Charakter. Die beiden Violinen sind einander meist ebenbürtig (teilweise löst sich sogar die Viola von der Bassstimme), was als Hinweis auf das hervorragende Orchester, das Haydn zur Verfügung hatte, interpretiert werden kann.

### Zweiter Satz: Adagio
B-Dur, 2/2-Takt (alla breve), 40 Takte, nur Streicher mit Solo-Violine und Solo-Cello

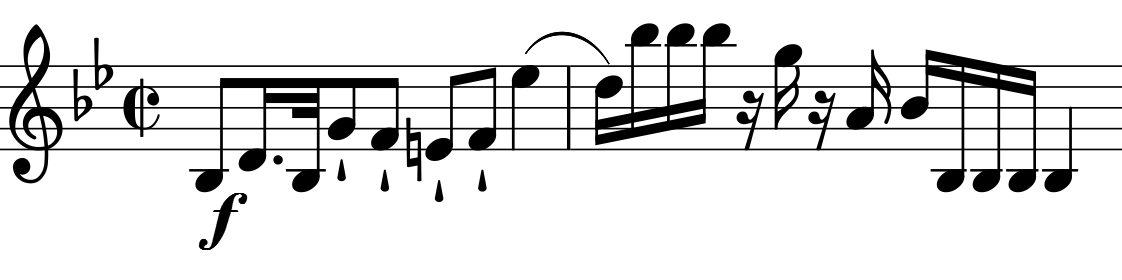
Beginn des Adagio mit dem Unisono-Motiv

Der „hochpathetische“ Satz ist durch den Wechsel von einem Unisono-Motiv im Forte (schreitende Figur mit punktiertem Rhythmus im ganzen Orchester) und Solo-Passagen mit einem „großen Dialog“ zwischen Solovioline und Solocello gekennzeichnet. Der Charakter des Satzes erinnert somit an das barocke Concerto grosso. Einzelne Abschnittsgrenzen lassen sich erkennen in
- Takt 16/17: Auslaufen der Bewegung im Pianissimo in der Dominante F-Dur, Neubeginn mit dem Tutti-Unisono vom Satzanfang in F-Dur;
- Takt 30: Beginn mit dem Tutti-Unisono vom Satzanfang in der Tonika B-Dur („Reprise“).

Der Satz endet entsprechend der Struktur von Takt 16/17 mit einem ruhigen Ausklingen im Pianissimo.

### Dritter Satz: Menuetto
Es-Dur, 3/4-Takt, mit Trio 60 Takte
Die Hauptmelodie des Menuetts hat einen vorwärts schreitenden, fast marschartigen Charakter. Bemerkenswert sind die Wechsel in der Dynamik zwischen Forte und Pianissimo. Der zweite Teil beginnt mit einer Motiv-Sequenzierung und ist mit 18 Takten nur wenig länger als der erste Teil mit 12 Takten.
Das Trio (ohne Hörner) beginnt mit einer abwärts gehenden Floskel in strahlendem B-Dur, moduliert dann aber mit Vorhalten und gleichmäßiger Bassbewegung in chromatischer Linie erstaunlicherweise nach c-Moll sowie nach d-Moll, in welchem auch der erste Teil des Trios endet. Im zweiten Teil werden F-Dur und Es-Dur erreicht, welches dominantisch zurück nach B-Dur leitet. Wie auch im Menuett, ist der zweite Teil mit 16 Takten kaum länger als der erste Teil mit 14 Takten.

### Vierter Satz: Allegro
Es-Dur, 2/4-Takt, 128 Takte

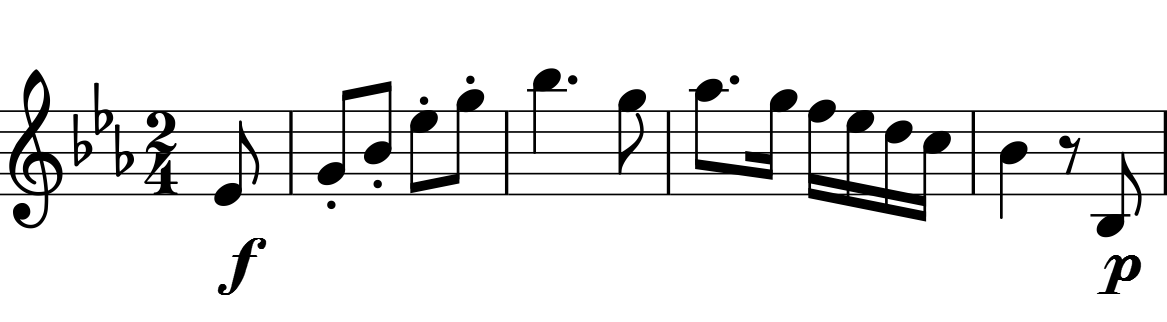
Beginn des Allegro

Das schwungvolle Hauptmotiv des ersten Themas besteht aus einem erst aufwärts, dann abwärts geführten gebrochenen Es-Dur Dreiklang im versetzten Einsatz der Oboen und Violinen einerseits sowie Viola und Bass andererseits. Der abwärts gehende Teil ist als Sechzehntellauf mit punktiertem Rhythmus gehalten, diese laufartige Figur („Laufmotiv“) tritt im weiteren Satzverlauf wiederholt auf. Das viertaktige Hauptmotiv wird zweimal als Variante wiederholt mit piano-forte-Kontrast, nach seinem dritten Auftritt schließt es mit einer Schlusswendung das Thema ab.
Die Überleitung (ab Takt 16) stellt dem Laufmotiv (auf- und abwärts und im Wechsel von Ober- und Unterstimmen) ein Trillermotiv gegenüber und sequenziert das Laufmotiv dann aufwärts. Das zweite Thema (ab Takt 29) steht in b-Moll, wird nur von den Streichern vorgetragen und ist mehr motivartig angelegt (ähnlich im ersten Satz): Die 1. Violine spielt ein Piano-Tremolo mit charakteristischem Oktav- und Sekundensprung, während die übrigen Streicher kleine Staccato-Einsätze bringen (die Bläser schweigen). Die Schlussgruppe im Forte enthält neben dem Laufmotiv und Tremolo in den letzten vier Takten eine energisch wiederholte Bassfigur.
Die ersten fünf Takte der Durchführung leiten den Hörer zunächst dominantisch wieder zur Tonika Es-Dur hin, und ab Takt 58 folgt tatsächlich eine Scheinreprise mit dem ersten Thema in Es-Dur (ähnlich im ersten Satz). Dass man sich noch in der Durchführung befindet, wird ab Takt 65 klar: das Laufmotiv tritt (auch nach Moll) sequenziert auf, gefolgt vom Trillermotiv aus dem Überleitungsabschnitt. Ab Takt 83 tritt dann das zweite Thema in der Tonikaparallelen c-Moll auf. Über Tremolo wechselt Haydn anschließend wieder nach Es, in der dann die „richtige“ Reprise in Takt 96 beginnt. Diese ist ähnlich der Exposition strukturiert, allerdings ist der Überleitungsabschnitt zum zweiten Thema verkürzt. Exposition sowie Durchführung und Reprise werden wiederholt.
Wie auch im Eröffnungssatz, sind die beiden Violinen annähernd gleichberechtigt behandelt.